# Komandosi z Navarony

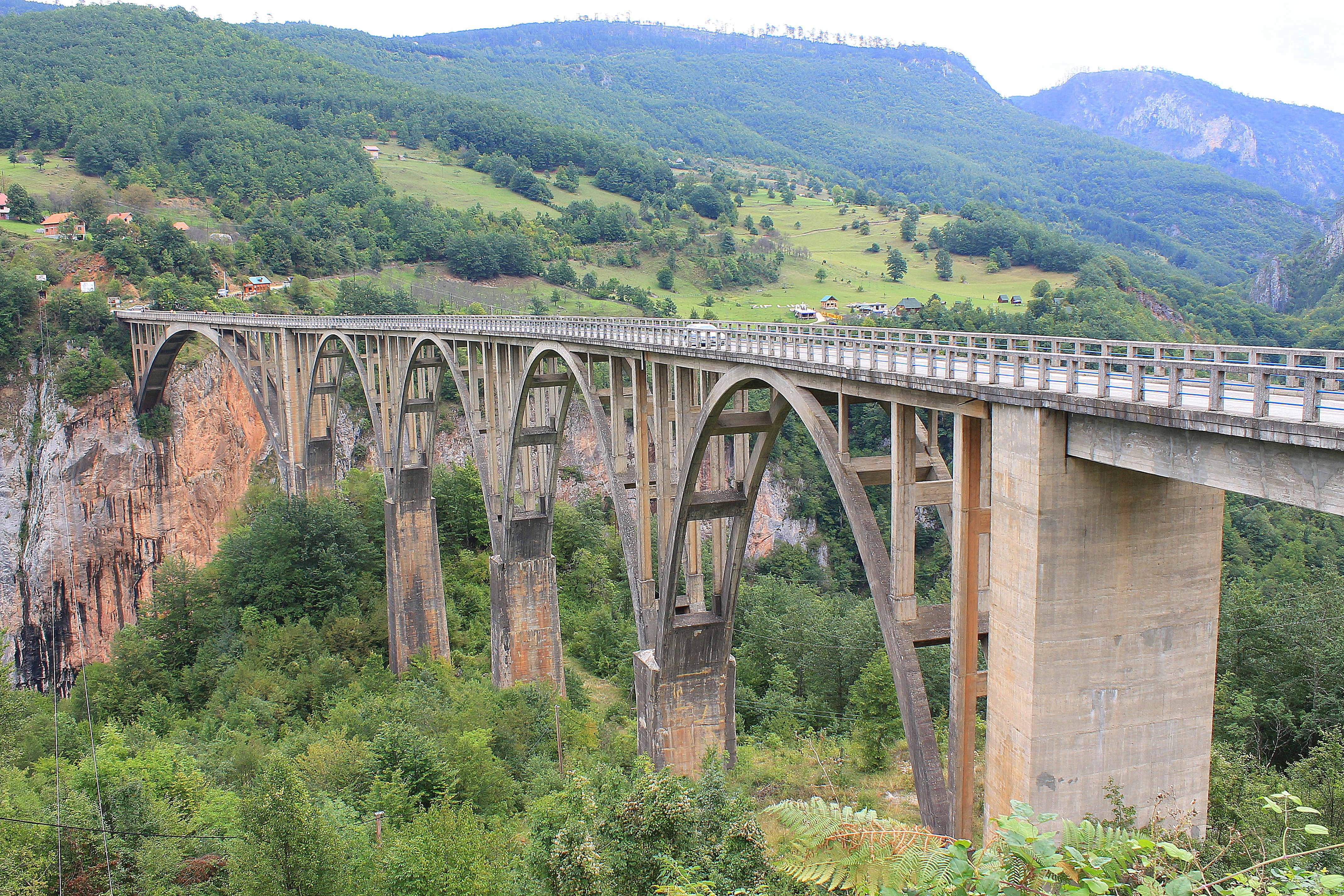
Most na rzece Tara (Czarnogóra)

Komandosi z Navarony – brytyjski film wojenny z 1978, wyreżyserowany przez Guya Hamiltona na podstawie powieści Komandosi z Nawarony Alistaira MacLeana. Film jest kontynuacją filmu Działa Navarony z 1961 roku.
Plenery: port w Plymouth, most na rzece Tara (most Durdevića koło Žabljaka, Czarnogóra), Mostar (Bośnia i Hercegowina), pasmo Durmitor (Czarnogóra), zapora Jablanica (jezioro Jablanickie, Bośnia i Hercegowina), Malta.

## Fabuła
W 1943 dwaj pozostali przy życiu bohaterowie akcji przeciwko działom Navarony – mjr Mallory (Robert Shaw) i Dusty Miller (Edward Fox) zostają skierowani do okupowanej przez Niemców Jugosławii. Celem ich misji jest wyeliminowanie (zabicie) szpiega, Nikolaia, który przeniknął do partyzantów. Oficerowie dołączają do oddziału ppłk. Barnsby'ego, którego celem ma być z kolei zniszczenie strategicznego mostu umożliwiającego Niemcom łączność z ich włoskimi sojusznikami.

## Obsada aktorska
- Robert Shaw – major Keith Mallory
- Barbara Bach – Maritza Petrovich
- Edward Fox – Dusty Miller
- Harrison Ford – ppłk. Mike Barnsby
- Franco Nero – Nikolai Leskovar
- Carl Weathers – sierżant Watter Weaver
- Richard Kiel – kapitan Dražak
- Alan Badel – major Petrovich
- Michael Byrne – major Schroeder
- Philip Latham – Jensen
- Christopher Malcolm – Rogers

## Nieścisłości
Pomimo iż film (podobnie jak książka) jest sequelem w stosunku do Dział Nawarony, pojawiają się liczne nieścisłości. Przykładowo: mjr Mallory w Działach Nawarony zostaje wybrany do misji, ponieważ „mówi po niemiecku jak rodowity Niemiec”. Z kolei w Komandosach jest wyraźnie podkreślone, że nie zna on w tym języku ani słowa (co ma istotne znaczenie dla rozwoju akcji – m.in. scena w niemieckim magazynie broni).
W końcowej scenie filmu, gdy niemiecka dywizja przekracza most nad przełęczą, pojawiają się niemieckie czołgi. W rzeczywistości ich rolę pełnią rosyjskie T-34-85 oznakowane niemieckimi numerami taktycznymi. Co więcej, model ten wszedł na linię frontu już po wydarzeniach ukazywanych w filmie (początek 1943).